# Klokot (Una)
Der Fluss Klokot ist ein Zufluss der Una in Nordwestbosnien. Die Klokot entspringt imposant als Karstfluss direkt aus dem Berg, unmittelbar am Ursprung befindet sich eine Fischzucht und ein Wasserwerk.  Der fünf Kilometer lange Fluss liegt etwa fünf Kilometer von der Stadt Bihać in einer naturnahen ländlichen Umgebung und eignet sich insbesondere für Sport- und Freizeitangler. Unter anderem leben hier Bach- und Regenbogenforellen sowie die selten gewordenen Äschen und Huchen. Die maximale Wassertiefe beträgt vier Meter.